# يوليوس فون ميشيل
يوليوس فون ميشيل (بالألمانية: Julius von Michel)‏ هو طبيب عيون ألماني، ولد في 5 يوليو 1843 في فرانكنتال في ألمانيا، وتوفي في 29 سبتمبر 1911 في برلين في ألمانيا.